# Neolimonia dumetorum
Neolimonia dumetorum là một loài ruồi trong họ Limoniidae. Chúng phân bố ở miền Cổ bắc.

## Hình ảnh
- Tư liệu liên quan tới Neolimonia dumetorum tại Wikimedia Commons